# Ghost Stories (Blue Öyster Cult)
Ghost Stories è l'ultimo album in studio del gruppo musicale hard rock Blue Öyster Cult, pubblicato il 12 aprile 2024 dalla Frontiers Records.
Il disco contiene pezzi realizzati tra il 1978 e il 1983 e mai pubblicati, con l'eccezione di If I Fell, cover dei Beatles composta nel 2016. Oltre a quella dei Beatles sono presenti altre cover, come Kick Out Of Jams degli MC5 e We Gotta Get Out Of This Place degli Animals.

## Tracce
1. Late Night Street Fight – 3:26
2. Cherry – 2:38
3. So Supernatural – 5:55
4. We Gotta Get Out Of This Place (cover dei The Animals) – 3:58
5. Soul Jive – 2:58
6. Gun – 4:27
7. Shot In The Dark – 3:26
8. The Only Thing – 4:04
9. Kick Out Of Jams (cover dei MC5) – 2:22
10. Money Machine – 2:43
11. Don't Come Running To Me – 3:27
12. If I Fell (cover dei The Beatles) – 2:16

## Formazione

### Membri ufficiali
- Eric Bloom − voce, chitarra, tastiera
- Albert Bouchard − voce
- Allen Lanier − chitarra, tastiera
- Joe Bouchard − voce percussioni, basso
- Buck Dharma − chitarra, voce, tastiera
- Richie Castellano − chitarra, voce, tastiera
- Rick Downey − batteria